# Donja Brštanica
Donja Brštanica (cyr. Доња Брштаница) – wieś w Bośni i Hercegowinie, w Republice Serbskiej, w gminie Višegrad. W 2013 roku liczyła 14 mieszkańców.